# Antocha (Antocha) biacus
Antocha (Antocha) biacus is een tweevleugelige uit de familie steltmuggen (Limoniidae). De soort komt voor in het Palearctisch gebied.